# Susan Abulhawa
Susan Abulhawa (arabe : سوزان أبو الهوى ; née le 3 juin 1970 dans un camp de réfugiés palestiniens au Koweit) est une journaliste, une femme de lettres et une militante des droits de l’homme palestino-américaine. Elle est notamment l’auteur du succès d'édition, Mornings in Jenin (cccccccccccc), évoquant par la fiction l’histoire du Moyen-Orient.

## Biographie
Susan Abulhawa est née dans un camp de réfugiés, de parents palestiniens originaires de Jérusalem. Après avoir vécu dans différents pays arabes, elle doit émigrer aux États-Unis à l’âge de 13 ans. Elle effectue des études de sciences biomédicales à l’Université de Caroline du Sud et travaille dans ce secteur d’activité.
En 2001, elle fonde une organisation non-gouvernementale, Playgrounds for Palestine (Aire de jeux en Palestine) pour la construction d’aires de jeux dans les camps de réfugiés.  En 2002, elle visite le camp de réfugiés palestiniens de Jénine en tant qu’observateur international, à la suite de l’opération Rempart de l’armée israélienne cette année-là.  Sa vocation littéraire s’impose à elle lors de ce séjour au Moyen-Orient, avec la volonté de raconter par la création romanesque l’histoire douloureuse des habitants de Palestine et faire comprendre la cruauté des situations. Elle est également influencée par la pensée du palestino-américain Edward Saïd sur la nécessité d’une narration palestinienne des événements en Palestine.
Elle vit à Yardley, en Pennsylvanie. Elle se consacre également au journalisme et est publiée dans plusieurs journaux américains et internationaux. En parallèle, elle contribue à diverses anthologies et se consacre à l’écriture de romans. Le premier de ces romans, Mornings in Jenin (Les Matins de Jénine), est initialement publié, en 2006, sous un autre titre, The Scar of David. Il devient un best-seller international, traduit en 30 langues. Il retrace l’histoire d’une famille sur plusieurs générations, dans le contexte du conflit israélo-palestinien,.
Son second roman, The Blue Between Sky And Water, est vendu en 19 langues avant même sa sortie.  Il a été publié au Royaume-Uni le 4 juin 2015 et  a été publié aux États-Unis le 1er septembre 2015. Il a reçu, le 3 juin 2017, le Prix du Livre Lorientales.

## Principales publications
- (en) Shattered Illusions, Amal Press, 2002. Anthologie dirigée par Aftab Ahmad Malik et consacrée à la guerre contre le terrorisme.
- (en) Searching Jenin, Cune Press, 2003. Anthologie de textes et témoignages consacrés à l’assaut contre le camp de réfugiés de Jénine en 2002.
- (en) The Scar of David, roman, Journey Publications, 2006. Roman.
- (en) Mornings in Jenin, Bloomsbury, 2010. Roman, réédition de The Scar of David.
- (en) Seeking Palestine: New Palestinian Writing on Exile and Home, Interlink Publishing (en), 2012. Anthologie consacrée à l’exil, avec la contribution de quinze écrivains palestiniens.
- (en) My Voice Sought The Wind, Just World Books, 2013. Recueil de poésie.
- (en) The Blue Between Sky and Water, Bloomsbury, 2015. Roman.

## Publications en français
- Les Matins de Jénine, traduction de Michèle Valencia, éditions Buchet/Chastel, 2008 - rééd. Pocket, 2009.
- Le Bleu entre le ciel et la mer « The Blue between Sky and Water », traduction de Nordine Haddad, éditions Denoël, 2016. Lauréat du Prix Lorientales 2017.